# Бањи Сан Филипо
Бањи Сан Филипо (итал. Bagni San Filippo) је насеље у Италији у округу Сијена, региону Тоскана.
Према процени из 2011. у насељу је живело 68 становника. Насеље се налази на надморској висини од 567 м.